# Phygelius aequalis
A Phygelius aequalis az ajakosvirágúak (Lamiales) rendjébe és a görvélyfűfélék (Scrophulariaceae) családjába tartozó faj.

## Előfordulása
A Phygelius aequalis előfordulási területe az afrikai kontinens legdélibb részein van. Mindössze három országban a Dél-afrikai Köztársaságban, Lesothóban és Szváziföldön található meg természetes körülmények között.

## Megjelenése
Egy majdnem örökzöld cserje, amely körülbelül 100 centiméter magasra nő meg és ugyanannyi szélesre terül el. A 25 centiméter hosszú zárt bugavirágzatai, karcsú, 6 centiméteres tölcséres virágokból állnak. A virágok rózsaszínűek sárga központtal.

## Képek

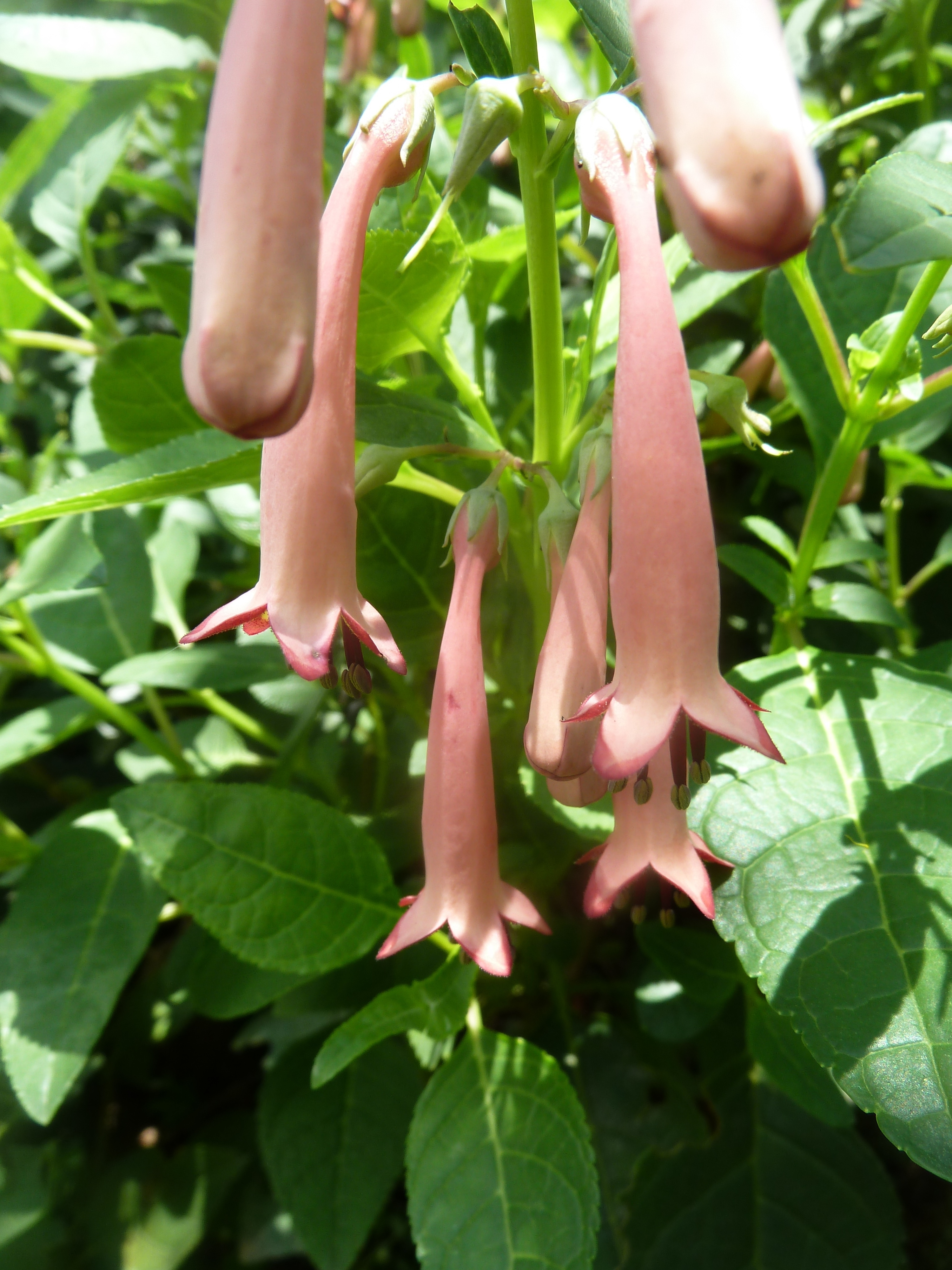
Eredeti színben
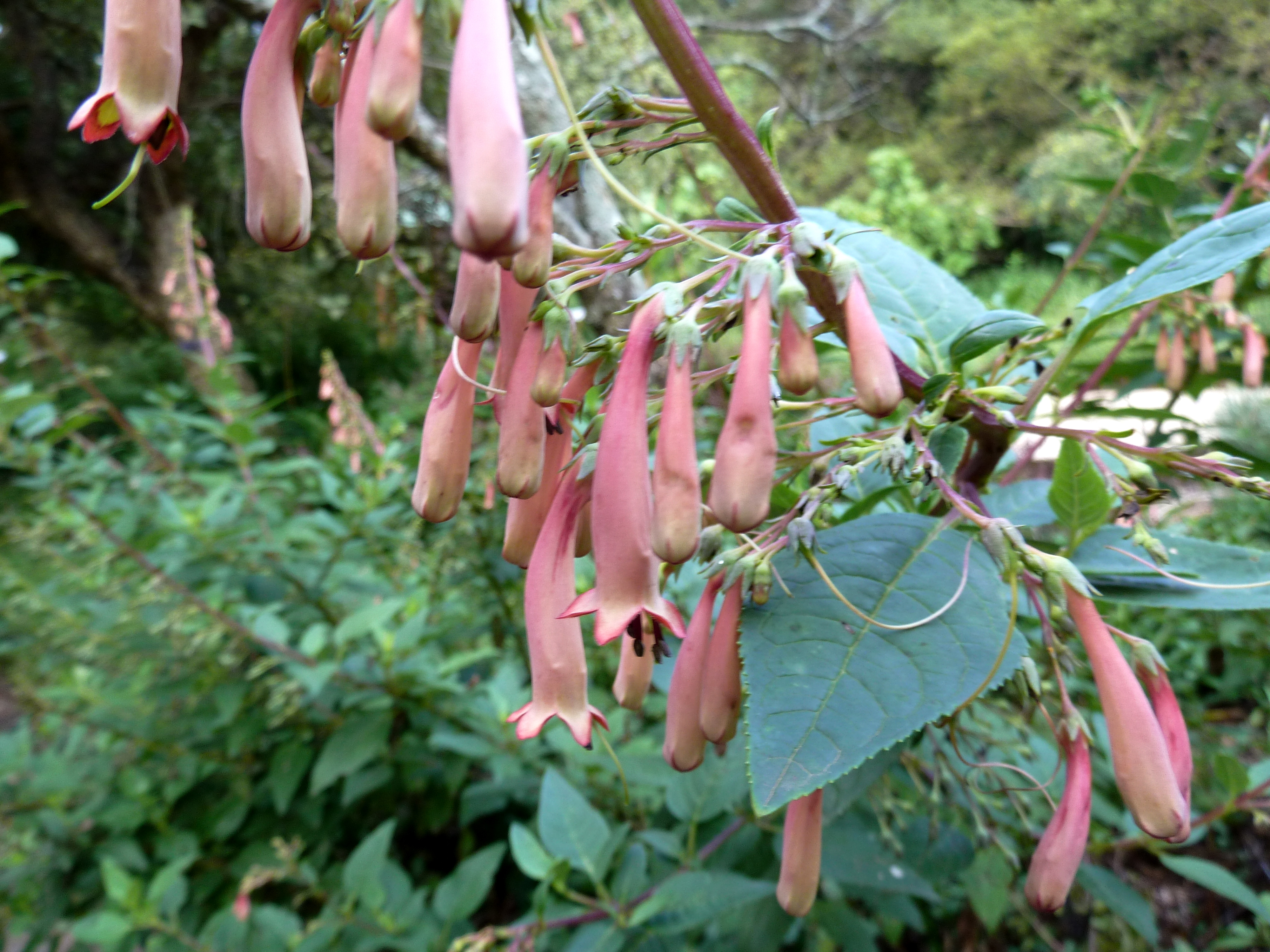
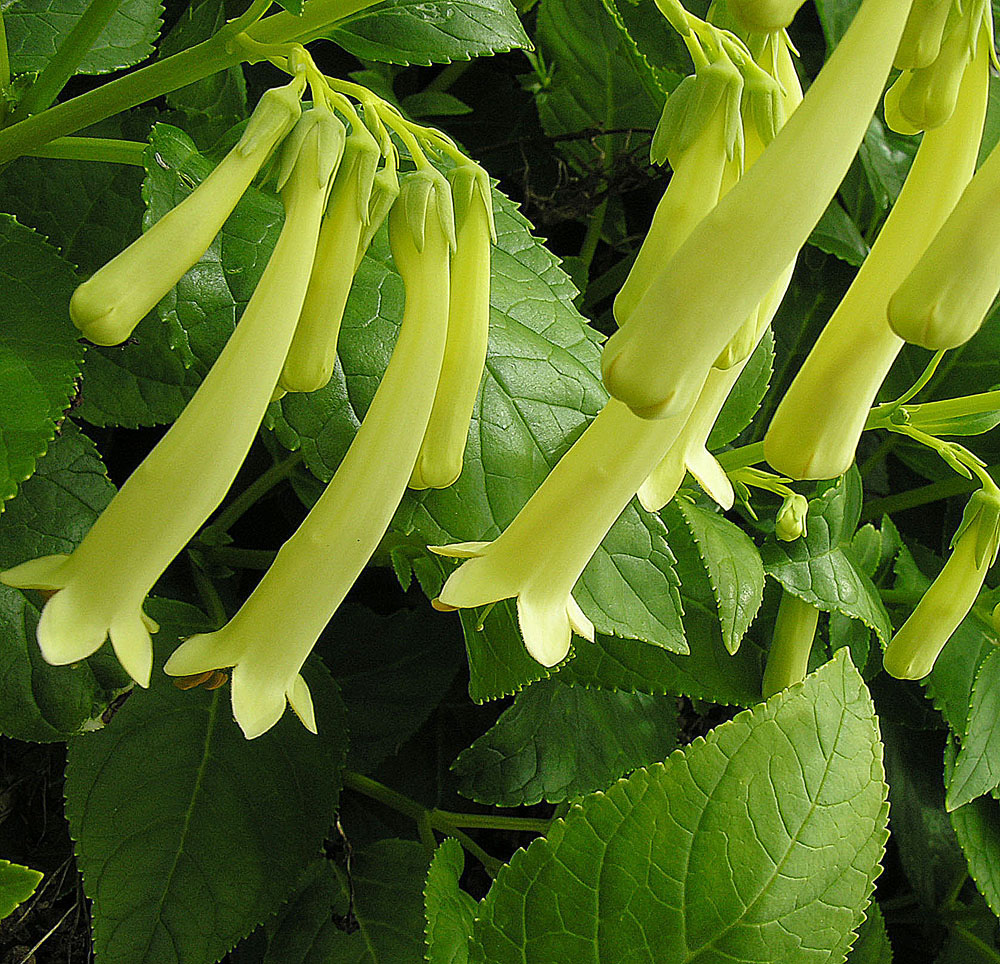
Kitermesztett világos változatban
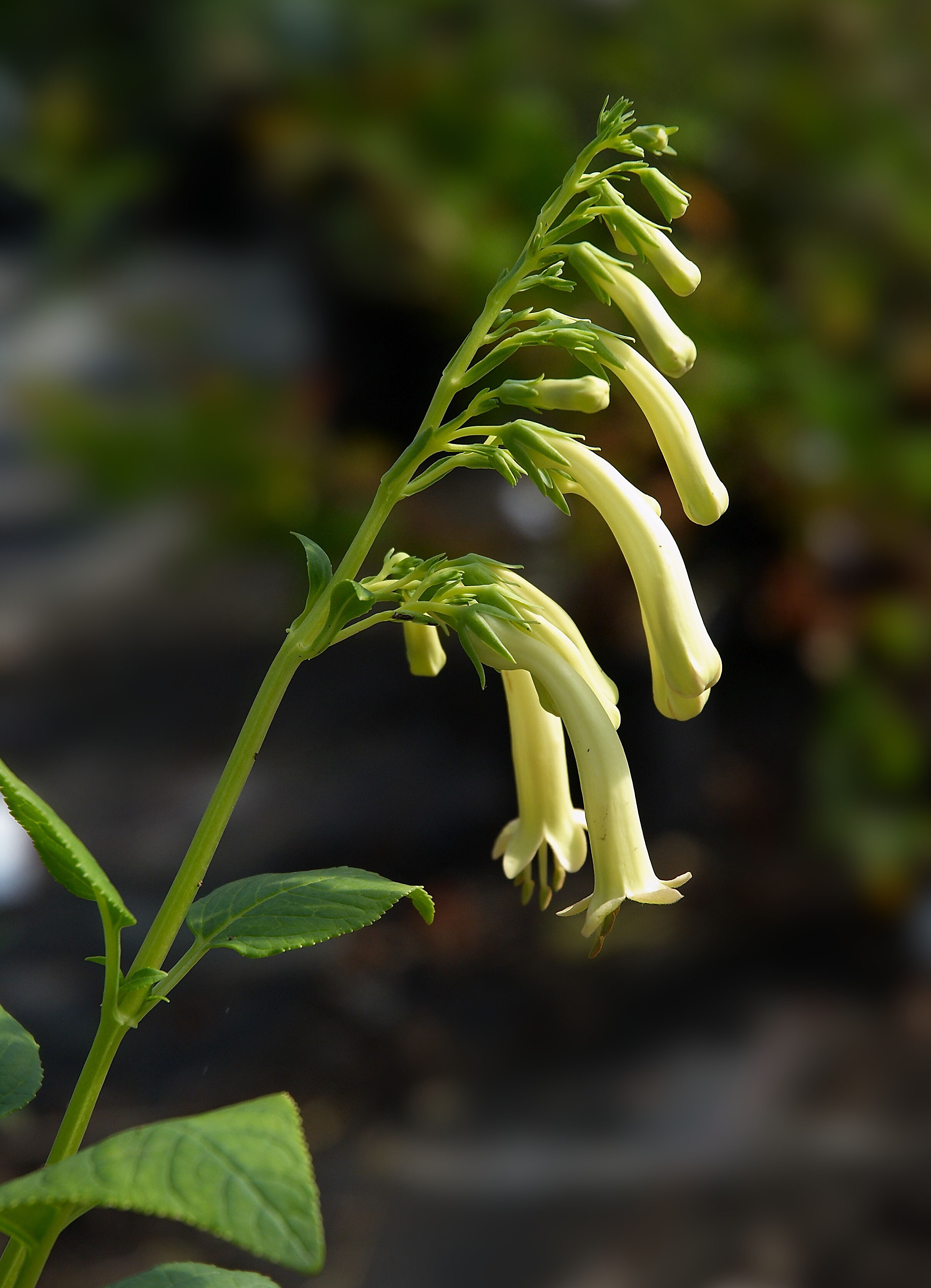
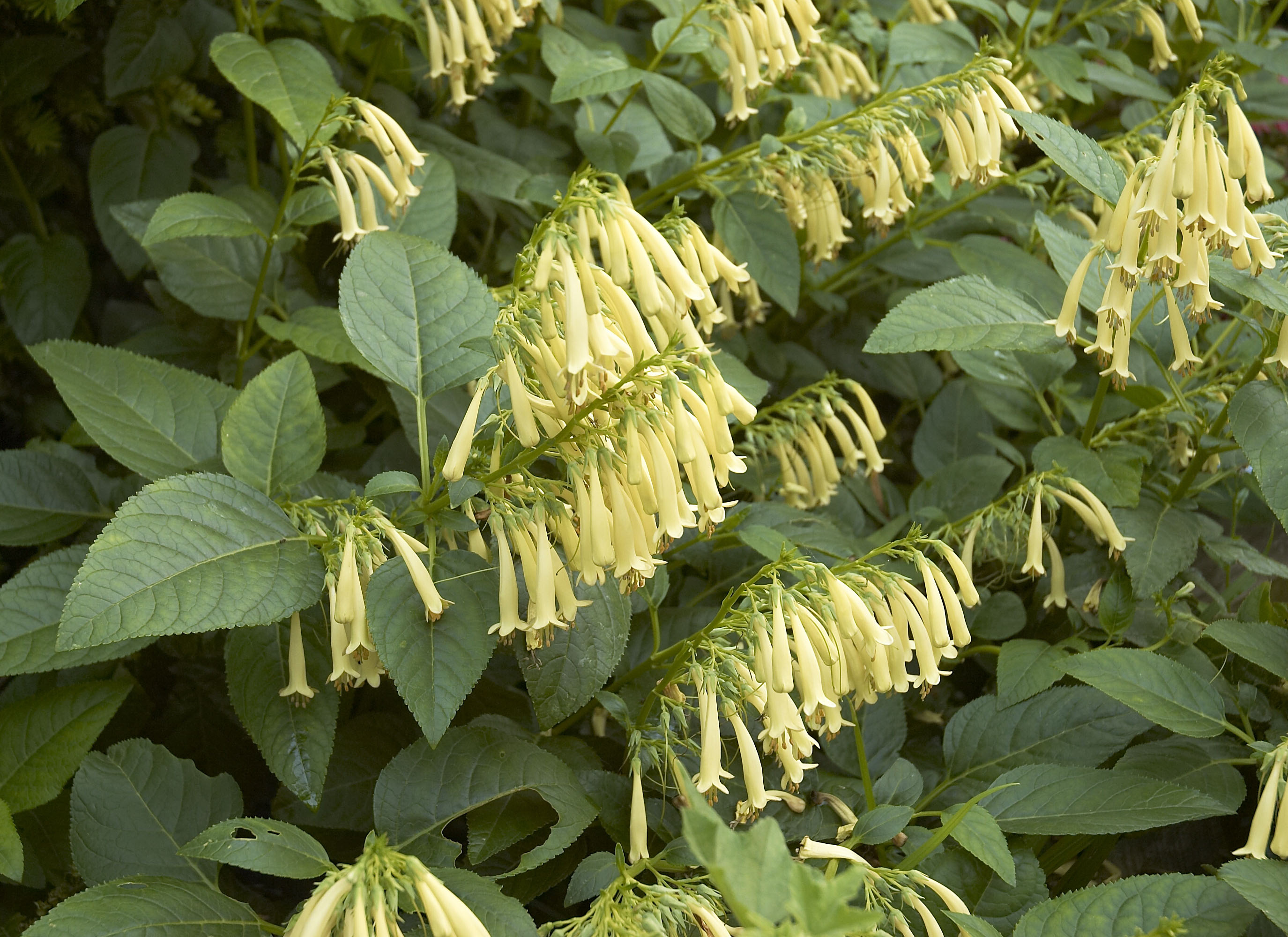